# 6 Heures du Castellet 2011
Vous lisez un « article de qualité » labellisé en 2017.
Navigation
Édition précédente Édition suivante
Les 6 Heures du Castellet 2011 (ou 6 Hours of Le Castellet 2011), disputées le 3 avril 2011 sur le circuit Paul-Ricard en France, sont la trente-sixième course des Le Mans Series courue depuis 2004. Il s'agit de la dix-huitième édition de cette épreuve, la première sur un format de six heures, et la première manche des Le Mans Series 2011.
Après avoir été reléguée en fond de grille lors des qualifications, en raison d'une non-conformité réglementaire, la Pescarolo 01 no 16, engagée en catégorie LMP1 et pilotée par Emmanuel Collard, Christophe Tinseau et Julien Jousse déborde l'intégralité des concurrents pour s'en aller décrocher la victoire. Dans la catégorie LMP2, la Zytek no 42, pilotée par Gary Chalandon, Karim Ojjeh et Tom Kimber-Smith l'emporte. Les pilotes Julien Schell, Mirco Schultis et Patrick Simon remportent la catégorie FLM.
La course est marquée par un départ chaotique en raison de la voiture de sécurité qui est restée en piste pour un second tour alors que les feux sont passés au vert. Cet incident rare sème le trouble au sein du peloton des voitures des catégories GTE Am et Pro, les Porsche 911 GT3 RSR (997), les plus endommagées, ne peuvent lutter pour la victoire. Les Ferrari 458 Italia GT2 no 51 et no 66, respectivement des écuries AF Corse et JMW Motorsport, parviennent à creuser l'écart sur leurs poursuivants. Après s'être arrêté pour ravitailler en carburant mais sans changer de pneus, l'ancien pilote de Formule 1 Giancarlo Fisichella (AF Corse) est dépassé par Rob Bell (JMW Motorsport) à l'entrée des « S » de la Verrerie et laisse la victoire à l'équipage britannique.
En GTE Am, la Porsche 911 GT3 RSR (997) de l'écurie allemande Team Felbermayr Proton est la seule à être épargnée de tout contact lors du départ. Son équipage, composé de Horst Felbermayr, Sr. Christian Ried et Horst Felbermayr, Jr., connaît une course sans encombre qui lui permet de prendre la première place.

## Contexte avant la course

### Présentation d'un nouveau format
Lors de la saison 2010, la durée de la course était de 8 heures contre une distance de 1 000 kilomètres pour les autres épreuves,. Le comité d'organisation a préféré choisir un format de 6 heures pour toutes les épreuves du championnat 2011, l'objectif étant de « faciliter la visibilité des épreuves et d’améliorer sa diffusion ». De plus, les catégories GT1 et GT2 disparaissent au profit de deux nouvelles catégories, le GTE Pro et le GTE Am.
Le 20 février, l'affiche des 6 Heures du Castellet 2011 est dévoilée. Au premier plan, une LMP1 et deux LMP2 sont présentes avec la Peugeot 908 HDi FAP de l'écurie Oreca championne en titre ; à sa droite, une Lola de l'écurie britannique RML et une Pescarolo 01 de l'écurie française Oak Racing complètent les voitures à l'affiche. Il est à noter que seule la Pescarolo 01 est présente sur la liste des engagés, sous les couleurs de Pescarolo Team et en catégorie LMP1 cependant. Finalement, en mars, une nouvelle affiche est dévoilée et présente au premier plan les principaux protagonistes de la catégorie LMP1, à savoir la Pescarolo 01, la Lola no 13 du Rebellion Racing et la Zytek de Quifel ASM Team,.
Durant le week-end de course, diverses animations sont mises en place pour les spectateurs, dont une exposition sur les quarante ans du circuit. Des modèles d'automobile prestigieux sont également exposés dans le paddock. Des démonstrations de modélisme, divers jeux gonflables, des courses de karting et des boutiques de voitures miniatures complètent les attractions proposées au public.

### Première course pour l'Aston Martin AMR-One
Aston Martin Racing annonce que sa nouvelle LMP1, l'Aston Martin AMR-One, va faire ses débuts en compétition dans le cadre des 6 Heures du Castellet. Darren Turner, pilote officielle Aston Martin, s'exprime à propos de sa nouvelle monture : « C’est excitant de voir que Aston Martin Racing ait été en mesure de concevoir une auto de fond en comble pour s’adapter à la nouvelle réglementation »,,,,. Après des essais effectués sur les circuits de Snetterton et de Dijon-Prenois, le directeur technique de la firme britannique, George Howard-Chappell, précise que les pilotes apprécient la voiture : « Le retour des pilotes sur les premiers essais de l’auto est satisfaisant. La course du Paul Ricard HTTT sera pour nous un premier vrai test et nous voulons apprendre un maximum de choses sur cette nouvelle auto. C’est pour nous le départ d’un programme de deux ans et nous souhaitons être compétitifs le plus vite possible ».

### Écuries et pilotes engagés, derniers préparatifs
Une première liste des engagés dévoilée au mois de mars fait état de trente-neuf concurrents. Les écuries Guess Racing Europ, Mik Corse et Rangoni Motorsport ne sont finalement pas présentes (cette dernière était prête à exploiter sa Zytek hybride). Pegasus Racing était initialement inscrite avec une Courage-Oreca LC75 en catégorie LMP2, mais c'est finalement en Formule Le Mans que l’écurie française prend part à l'épreuve,.
Plusieurs équipages sont remaniés juste avant le début de l'événement. C'est le cas de Tim Sugden, qui rejoint Stephen Jelley à bord de la Porsche 911 GT3 RSR (997) de GruppeM/Eterniti Racing, mais l’écurie est finalement absente de l'épreuve,. Thor-Christian Ebbesvik devait piloter pour le compte de l’écurie britannique Greaves Motorsport à bord le Zytek no 41, mais il est finalement inscrit sur l'Oreca 03 de l'écurie suisse Race Performance. Ebbesvik est remplacé par Tom Kimber-Smith. Quant au Chinois Zhang Shan Qi, il pilote pour le Hope Polevision Racing. Il est ensuite rejoint par Nicolas Marroc qui fait ses débuts en Le Mans Series. Chez AF Corse, Michael Waltrip devait initialement piloter la Ferrari F430 GTC no 72 engagée en GTE Am. Il est remplacé par Giuseppe Cirò qui a déjà piloté en Ferrari Challenge ainsi qu'en Italian GT. L’écurie monégasque JMB Racing, initialement inscrite avec une Ferrari F430 GTC, engage une Formule Le Mans,. Lors des essais de début de saison qui ont eu lieu sur le circuit du Castellet, l’écurie allemande Hankook Team Farnbacher a fait rouler une Ferrari F430 GTC mais elle utilise finalement une Ferrari 458 Italia GT2 pour cette manche. Quant à la Pescarolo no 16 déjà présente lors des essais officiels, elle arbore une livrée quelque peu différente où le vert est davantage présent.
Alors que le championnat se trouve dans une année de « transition », plusieurs concurrents ont préféré s'engager en Intercontinental Le Mans Cup, à l'image d'Audi et de Peugeot, ou encore de BMW et Corvette. Ces départs laissent un plateau LMP1 composé de voitures dont la conception est ancienne de deux ou trois ans,.

## Essais libres

### Première séance, le vendredi de 11 h 55 à 12 h 55
| Pos. | Classe  | N° | Équipe                 | Temps                        | Tours |
| ---- | ------- | -- | ---------------------- | ---------------------------- | ----- |
| 1    | LMP1    | 13 | Rebellion Racing       | 1 min 48 s 395 (au 17e tour) | 21    |
| 2    | LMP1    | 16 | Pescarolo Team         | 1 min 48 s 506 (au 24e tour) | 25    |
| 3    | LMP1    | 12 | Rebellion Racing       | 1 min 49 s 067 (au 11e tour) | 25    |
| 4    | LMP2    | 45 | Boutsen Energy Racing  | 1 min 50 s 766 (au 13e tour) | 24    |
| 6    | LMP2    | 41 | Greaves Motorport      | 1 min 51 s 698 (au 8e tour)  | 23    |
| 7    | LMP2    | 40 | Race Performance       | 1 min 51 s 842 (au 3e tour)  | 19    |
| 13   | FLM     | 91 | Hope Polevision Racing | 1 min 56 s 725 (au 18e tour) | 25    |
| 14   | FLM     | 92 | Neil Garner Motorsport | 1 min 56 s 909 (au 7e tour)  | 17    |
| 15   | FLM     | 93 | Genoa Racing           | 1 min 57 s 837 (au 21e tour) | 22    |
| 18   | GTE Pro | 77 | Team Felbermayr Proton | 1 min 58 s 666 (au 4e tour)  | 20    |
| 20   | GTE Pro | 75 | Prospeed Competition   | 1 min 59 s 792 (au 8e tour)  | 21    |
| 21   | GTE Pro | 76 | IMSA Performance       | 1 min 59 s 814 (au 4e tour)  | 20    |
| 24   | GTE Am  | 67 | IMSA Performance       | 2 min 0 s 639 (au 19e tour)  | 23    |
| 26   | GTE Am  | 70 | Kessel Racing          | 2 min 1 s 232 (au 18e tour)  | 18    |
| 29   | GTE Am  | 72 | AF Corse               | 2 min 1 s 423 (au 3e tour)   | 24    |

Andrea Belicchi réalise le meilleur temps à bord de la Lola no 13 de Rebellion Racing, en 1 min 48 s 395. La Pescarolo est reléguée à 470 millièmes. Chez Pescarolo Team, les pneumatiques neufs semblent mal fonctionner, avec pour conséquence un sous-virage prononcé. L'Oreca du Boutsen Energy Racing est rapidement dans le rythme des meilleurs LMP2, Dominik Kraihamer obtenant le meilleur chrono de la séance dans la catégorie et le quatrième du général. Olivier Pla complète le top cinq avec un chrono réalisé en 1 min 51 s 220,. L'Oreca 03 de Race Performance entre en contact avec l'une des Porsche de Felbermayr-Proton et ne parcourt que trois tours de piste lors de cette séance. Quant à l'Aston Martin AMR-One, elle ne prend pas part à la séance car elle est encore en cours de montage dans son stand,,.
En Formule Le Mans, la majeure partie de la séance est dominée par la voiture de Neil Garner Motorsport. C'est finalement le pilote chinois Zhang Shan Qi qui, à bord de l'Oreca de Hope Racing, parvient à reprendre la première place.
En GTE Pro, la Porsche no 77 de l'équipage champion en titre obtient le meilleur temps en 1 min 58 s 666, soit plus d'une seconde d'avance sur la Porsche de Prospeed Competition. En GTE Am, la Porsche no 67 pilotée par Raymond Narac et Nicolas Armindo réalise le meilleur temps.

### Deuxième séance, le vendredi de 16 h 30 à 17 h 30
| Pos. | Classe  | N° | Équipe                  | Temps                        | Tours |
| ---- | ------- | -- | ----------------------- | ---------------------------- | ----- |
| 1    | LMP1    | 20 | Quifel ASM Team         | 1 min 48 s 004 (au 14e tour) | 23    |
| 2    | LMP1    | 13 | Rebellion Racing        | 1 min 48 s 011 (au 10e tour) | 21    |
| 3    | LMP1    | 12 | Rebellion Racing        | 1 min 49 s 173 (au 22e tour) | 25    |
| 5    | LMP2    | 45 | Greaves Motorport       | 1 min 50 s 557 (au 3e tour)  | 41    |
| 6    | LMP2    | 41 | Pecom Racing            | 1 min 50 s 892 (au 18e tour) | 46    |
| 7    | LMP2    | 39 | TDS Racing              | 1 min 52 s 186 (au 5e tour)  | 26    |
| 11   | FLM     | 92 | Neil Garner Motorport   | 1 min 54 s 583 (au 26e tour) | 26    |
| 12   | FLM     | 91 | Hope Polevision Racing  | 1 min 54 s 716 (au 16e tour) | 26    |
| 14   | FLM     | 93 | Genoa Racing            | 1 min 54 s 967 (au 26e tour) | 27    |
| 18   | GTE Pro | 77 | Team Felbermayr Proton  | 1 min 59 s 138 (au 10e tour) | 24    |
| 19   | GTE Pro | 76 | IMSA Performance        | 1 min 59 s 201 (au 18e tour) | 18    |
| 20   | GTE Pro | 89 | Hankook Team Farnbacher | 1 min 59 s 218 (au 9e tour)  | 27    |
| 22   | GTE Am  | 67 | IMSA Performance        | 1 min 59 s 920 (au 25e tour) | 25    |
| 24   | GTE Am  | 64 | AF Corse                | 2 min 0 s 376 (au 15e tour)  | 25    |
| 27   | GTE Am  | 72 | AF Corse                | 2 min 0 s 863 (au 27e tour)  | 27    |

La Zytek de Quifel ASM Team compte parmi les équipages les plus rapides en début de séance et Olivier Pla s'empare du meilleur temps en 1 min 48 s 004. La Lola no 13 est à seulement sept millièmes de la portugaise et les quatre LMP1 sont regroupées dans la même seconde. Chez Pescarolo Team, les pilotes enchaînent de longs relais grâce à une usure contrôlée de leurs pneumatiques. Dans le deuxième relais, chaussée des pneumatiques tendres ayant servi lors de la première séance, la Pescarolo effectue son meilleur temps. La quatrième place obtenue ne reflète pas le potentiel de l'auto selon le patron de l'écurie, Henri Pescarolo : « Sur ces deux premières séances d’essais libres, on ne cherchait pas la performance, mais l’endurance des pneumatiques. En cela, on peut être ravi car la voiture continuait sur un très bon rythme malgré un train de pneus ayant fait deux relais, soit 56 tours ». Julien Jousse, ayant découvert l'auto il y a peu, crée également une heureuse surprise pour le patron : « Il n’a pas beaucoup roulé et ce qu’il fait alors qu’il avait peu de repères dans l’auto, c’est vraiment bien »,. Moins de satisfaction chez les britanniques, où l'Aston Martin AMR-One ne boucle qu'un seul tour de piste lors de cette séance et ne signe aucun temps. Dans la catégorie LMP2, l'écurie Greaves Motorsport parvient à réaliser le meilleur temps devant l'Oreca du TDS Racing. Les deux HPD sont en retrait et ne signent que les sixième (Ray Mallock Ltd.) et septième (Strakka Racing) temps du LMP2. L'Oreca 03 du Boutsen Energy Racing, qui était en tête lors de la première séance, n'a pas roulé durant celle-ci.
En FLM, Phil Keen permet au Neil Garner Motorsport de prendre sa revanche sur le Hope Polevision Racing en 1 min 54 s 583. C'est une nouvelle fois Zhang Shan Qi qui signe le temps de l’écurie helvétique.
En GTE Pro, la Porsche no 77 retrouve sa première place pour quelques millièmes devant la Porsche de Patrick Pilet et Wolf Henzler. La première Ferrari est celle du Hankook Team Farnbacher en troisième position avec un temps de 1 min 59 s 218. En GTE Am, la Porsche no 67 de IMSA Performance réalise à nouveau le meilleur temps devant les anciennes Ferrari F430 GTC de AF Corse, qui elles-mêmes devancent les nouvelles Ferrari 458 Italia GT2, de la même équipe engagée en GTE Pro.

### Troisième séance, le samedi de 9 h à 10 h
| Pos. | Classe  | N° | Équipe                 | Temps                        | Tours |
| ---- | ------- | -- | ---------------------- | ---------------------------- | ----- |
| 1    | LMP1    | 12 | Rebellion Racing       | 1 min 46 s 810 (au 23e tour) | 26    |
| 2    | LMP1    | 20 | Quifel ASM Team        | 1 min 47 s 512 (au 13e tour) | 25    |
| 3    | LMP1    | 16 | Pescarolo Team         | 1 min 47 s 523 (au 10e tour) | 24    |
| 5    | LMP2    | 46 | TDS Racing             | 1 min 49 s 206 (au 8e tour)  | 27    |
| 6    | LMP2    | 41 | Greaves Motorsport     | 1 min 50 s 208 (au 23e tour) | 28    |
| 7    | LMP2    | 39 | Race Performance       | 1 min 50 s 388 (au 22e tour) | 25    |
| 12   | FLM     | 93 | Genoa Racing           | 1 min 53 s 453 (au 22e tour) | 24    |
| 14   | FLM     | 92 | Neil Garner Motorsport | 1 min 55 s 000 (au 24e tour) | 25    |
| 16   | FLM     | 95 | Pegasus Racing         | 1 min 56 s 070 (au 13e tour) | 23    |
| 19   | GTE Pro | 86 | Young Driver AMR       | 1 min 58 s 262 (au 21e tour) | 24    |
| 20   | GTE Pro | 76 | IMSA Performance       | 1 min 58 s 315 (au 23e tour) | 23    |
| 21   | GTE Pro | 77 | Team Felbermayr Proton | 1 min 58 s 407 (au 24e tour) | 25    |
| 24   | GTE Am  | 67 | IMSA Performance       | 1 min 59 s 073 (au 10e tour) | 26    |
| 28   | GTE Am  | 72 | AF Corse               | 1 min 59 s 926 (au 24e tour) | 24    |
| 30   | GTE Am  | 61 | AF Corse               | 2 min 0 s 194 (au 25e tour)  | 25    |

Alors qu'Olivier Pla domine la troisième séance d'essais libres, dans les dernières minutes, Neel Jani réalise le meilleur tour, plus rapide de 702 millièmes de seconde que la Zytek. Malgré cette performance, Nicolas Prost, son coéquipier, reste prudent tout en étant conscient des progrès effectués par l'équipe : « On ne sait pas vraiment dans quelles conditions roulent les autres voitures. Mais, déjà, l'auto est meilleure aujourd'hui. Nous avons su lui redonner un meilleur équilibre afin de gommer le survirage ». À 713 millièmes seulement du premier, la Pescarolo est très proche de la Zytek. La Lola no 13 est reléguée en quatrième position, à presque deux secondes de sa sœur d'écurie. L'Aston Martin AMR-One a enfin pris la piste pour vingt tours et a signé un temps qui la place au milieu du peloton des LMP2,.
Dès le début de la séance, le TDS Racing prend le meilleur temps et ne trouve aucun rival. La Zytek britannique prend la deuxième place, mais à une seconde. Les HPD sont à nouveau devancées par les Oreca de Race Performance et de Boutsen Energy Racing. Elton Julian signe un temps en 1 min 53 s 453 et permet au Genoa Racing de pointer en tête de la catégorie FLM pour la première fois du week-end. Phil Keen, qui pilote pour le compte de Neil Garner Motorsport, obtient le deuxième temps en 1 min 55 s 000.
En GTE Pro, l'Aston Martin de Young Driver AMR se montre la plus rapide. Elle est précédée par les Porsche d'IMSA Performance (deuxième) et de Felbermayr (troisième). En GTE Am, la Porsche no 67 obtient le meilleur temps des essais libres pour la troisième fois consécutive.

## Qualifications
| Pos. | Classe  | N°  | Équipe                  | Pilote                   | Temps          | Grille |
| ---- | ------- | --- | ----------------------- | ------------------------ | -------------- | ------ |
| 1    | LMP1    | 12  | Rebellion Racing        | Neel Jani                | 1 min 46 s 783 | 1      |
| 2    | LMP1    | 16  | Pescarolo Team          | Emmanuel Collard         | 1 min 47 s 025 | 34     |
| 3    | LMP1    | 20  | Quifel ASM Team         | Olivier Pla              | 1 min 47 s 231 | 2      |
| 4    | LMP1    | 13  | Rebellion Racing        | Jean-Christophe Boullion | 1 min 48 s 491 | 3      |
| 5    | LMP2    | 46  | TDS Racing              | Mathias Beche            | 1 min 48 s 928 | 4      |
| 6    | LMP2    | 45  | Boutsen Energy Racing   | Dominik Kraihamer        | 1 min 49 s 692 | 5      |
| 7    | LMP2    | 41  | Greaves Motorsport      | Tom Kimber-Smith         | 1 min 50 s 008 | 6      |
| 8    | LMP2    | 40  | Race Performance        | Thor-Christian Ebbesvik  | 1 min 50 s 356 | 7      |
| 9    | LMP2    | 39  | Pecom Racing            | Matías Russo             | 1 min 51 s 744 | 8      |
| 10   | LMP2    | 44  | Extrême Limite AM Paris | Fabien Rosier            | 1 min 52 s 158 | 9      |
| 11   | LMP1    | 009 | Aston Marting Racing    | Stefan Mücke             | 1 min 52 s 267 | 10     |
| 12   | LMP2    | 43  | RLR Msport              | Rob Garofall             | 1 min 53 s 414 | 11     |
| 13   | LMP2    | 42  | Strakka Racing          | Danny Watts              | 1 min 53s 582  | 12     |
| 14   | FLM     | 91  | Hope Polevision Racing  | Nicolas Marroc           | 1 min 53 s 659 | 13     |
| 15   | FLM     | 93  | Genoa Racing            | Elton Julian             | 1 min 54 s 044 | 14     |
| 16   | FLM     | 92  | Neil Garner Motorsport  | Phil Keen                | 1 min 54 s 081 | 15     |
| 17   | FLM     | 95  | Pegasus Racing          | Patrick Simon            | 1 min 55 s 829 | 16     |
| 18   | FLM     | 99  | JMB Racing              | Nicolas Misslin          | 1 min 56 s 806 | 17     |
| 19   | GTE Pro | 51  | AF Corse                | Gianmaria Bruni          | 1 min 58 s 522 | 18     |
| 20   | GTE Pro | 86  | Young Driver AMR        | Tomáš Enge               | 1 min 58 s 773 | 19     |
| 21   | GTE Pro | 66  | JMW Motorsport          | Rob Bell                 | 1 min 59 s 119 | 20     |
| 22   | GTE Pro | 71  | AF Corse                | Toni Vilander            | 1 min 59 s 144 | 21     |
| 23   | GTE Pro | 89  | Hankook Team Farnbacher | Allan Simonsen           | 1 min 59 s 244 | 22     |
| 24   | GTE Pro | 75  | Prospeed Competition    | Marco Holzer             | 1 min 59 s 244 | 23     |
| 25   | GTE Am  | 67  | IMSA Performance        | Nicolas Armindo          | 1 min 59 s 370 | 24     |
| 26   | GTE Pro | 77  | Team Felbermayr Proton  | Richard Lietz            | 1 min 59 s 455 | 25     |
| 27   | GTE Pro | 76  | IMSA Performance        | Patrick Pilet            | 1 min 59 s 457 | 26     |
| 28   | GTE Pro | 79  | Jota Sport AMR          | Sam Hancock              | 2 min 00 s 336 | 27     |
| 29   | GTE Am  | 88  | Team Felbermayr Proton  | Horst Felbermayr, Jr.    | 2 min 00 s 354 | 28     |
| 30   | GTE Am  | 61  | AF Corse                | Marco Cioci              | 2 min 00 s 470 | 29     |
| 31   | GTE Am  | 70  | Kessel Racing           | Philipp Peter            | 2 min 00 s 698 | 30     |
| 32   | GTE Am  | 82  | CRS Racing              | Adam Christodoulou       | 2 min 01 s 137 | 31     |
| 33   | GTE Am  | 72  | AF Corse                | Rui Águas                | 2 min 01 s 691 | 32     |
| 34   | LMP2    | 36  | RML                     | pas de temps             | pas de temps   | 33     |

Les qualifications ont lieu entre 13 h 45 et 14 h 35 et sont scindées en deux séances. La première, qui a lieu entre 13 h 45 et 14 h 5 est réservée aux voitures des catégories GTE Pro et GTE Am ; la seconde, qui a lieu entre 14 h 15 et 14 h 35 est réservée aux catégories LMP1, LMP2 et FLM,. En début de séance, Claude Galopin scrute les positions des concurrents sur ses écrans et cherche le moment propice par rapport au trafic pour donner l'ordre à Emmanuel Collard de partir en piste. Neel Jani déjà en tête sur la feuille des temps en 1 min 47 s 7 est battu par Collard deux tours plus tard, le Français abaisse la marque en 1 min 47 s 3, puis en 1 min 47 s. La majeure partie de la session est dominée par l'équipage de la Pescarolo, mais à quarante secondes de la fin, Neel Jani parvient à prendre le meilleur temps en 1 min 46 s 783. Olivier Pla améliore également en fin de séance, mais, gêné par l'une des deux autos du Rebellion Racing, il accroche finalement la troisième place avec un temps de 1 min 47 s 231. L'Aston Martin AMR-One, aux mains de Stefan Mücke, est reléguée à la onzième place du classement général, à plus de cinq secondes de la pole position. En catégorie LMP2, les Oreca 03 ont été les plus rapides, Matthias Beche, pilote du TDS Racing, réalisant la pole avec un chrono en 1 min 48 s 928. Comme lors des essais libres, les deux HPD sont dans les profondeurs du classement, elle peinent toutes les deux à dépasser les voitures des catégories GTE dans la ligne droite du Mistral ; le Strakka Racing est en dernière position de la catégorie (treizième au général) tandis que l’écurie britannique RML n'a pas fait rouler son auto. Les problèmes rencontrés par les moteurs Honda semblent être liés à la nouvelle réglementation plus restrictive sur les brides d'admissions d'air pour les moteurs turbo en LMP2,.
Nicolas Marroc obtient la pole en catégorie FLM où il se détache par un chrono d'une demi seconde plus rapide que ses poursuivants. En GTE Pro, on retrouve quatre Ferrari 458 Italia GT2 aux cinq premières places, seule l'Aston Martin de Young Driver a pu s’immiscer dans cette partie du classement. Le poleman Gianmaria Bruni a rapidement placé son auto à la première place du classement après avoir lutté avec Allan Simonsen et Nicolas Armindo. Ce dernier, inscrit en GTE Am avec une Porsche 911 GT3 RSR (997) aux spécifications 2010, a pu jouer des coudes avec les concurrents de la catégorie GTE Pro. Il obtient la pole dans la même seconde que la Ferrari no 51.
En raison d'un problème de non conformité au niveau de la planche située sous le fond plat de la voiture, l'équipage de la Pescarolo no 16 est relégué en fond de grille. L'écurie n'a pas respecté l'article 3.5.6.a.3 du règlement LMP1. En effet, trois millimètres sont manquant à la planche du fond plat.

## Warm-up
Le warm-up est une séance d’entraînement destinée à vérifier le bon fonctionnement des autos avant la course. Il a lieu entre 9 h et 9 h 20, soit trois heures avant le départ de la course. Les pilotes auteurs de la pole position, Neel Jani et Nicolas Prost, réalisent une nouvelle fois le meilleur tour en 1 min 49 s 863. Julien Jousse est quant à lui sorti de la piste à bord de la Pescarolo no 16 : dans son premier tour, il a glissé et a terminé sa course sur les bandes abrasives bleues, sans endommager sa voiture,,.

## Course

### Déroulement de l'épreuve
12 h : Le départ de la course est donné. La voiture de sécurité est cependant toujours en piste et une grande confusion règne au sein du peloton. Un carambolage implique pas moins de six voitures, dont les Porsche 911 GT3 RSR (997) no 67 et no 76 de IMSA Performance (engagées, respectivement en GTE Am et en GTE Pro), la Porsche no 75 de Prospeed Competition (engagée en GTE Pro), la Porsche no 77 de Felbermayr Proton (engagée en GTE Pro), l'Oreca FLM 09 no 99 de JMB Racing (engagée en Formule Le Mans) ainsi que l'Aston Martin V8 Vantage GTE no 79 de Jota Sport AMR (engagée en GTE Pro). Seules les deux Porsche no 75 et 77 abandonnent sur le coup. Les quatre autres concurrents impliqués parviennent à rentrer aux stands. Pendant la neutralisation, les pilotes passent par la voie des stands pour éviter les débris,,,. 12 h 8 : Après huit minutes de neutralisation, la course est relancée et Neel Jani sur la Lola B10/60 no 12 ainsi qu'Olivier Pla dans la Zytek 09 SC no 20 partent devant Jean-Chritophe Bouillon dans la Lola no 13. Dans la catégorie LMP2, tous deux sur Oreca 03, Mathias Beche (TDS Racing) et Dominik Kraihamer (Boutsen Energy Racing) luttent pour la première place dans la ligne droite du Mistral,. Christophe Tinseau sur la Pescarolo 01 de Pescarolo Team est dix-septième au classement général et à trente secondes du leader. 12 h 8-12 h 10 : La portière droite de Boullion s'ouvre, il est déventé, part en tète à queue et rentre aux stands,. 12 h 14 : Les concurrents de la catégorie LMP1 bouclent leur cinquième tour, à cet instant, Tinseau (Pescarolo no 16/LMP1) est remonté à la neuvième place du classement général. Neel Jani (Lola no 12) lutte avec Olivier Pla (Zytek no 20) pour la dixième place. La première place de la catégorie LMP2 (douzième place du classement général) est disputée par trois pilotes au coude à coude : Mathias Beche (Oreca no 46), Dominik Kraihamer (Oreca no 45) et Tom Kimber-Smith sur Zytek Z11 SN no 41. Au même moment, Jonny Kane, à bord de sa HPD ARX-01d (LMP2) s'empare de la quinzième place au profit de l'Aston Martin AMR-One (LMP1) de Darren Turner. Dans la catégorie GTE Pro, Toni Vilander est en tête à bord de la (Ferrari 458 Italia GT2) no 71. En deuxième position suit la voiture sœur de l’écurie AF Corse pilotée par Gianmaria Bruni, Alex Müller (Aston Martin no 86) est troisième. Allan Simonsen (Ferrari no 89) dépasse Rob Bell (Ferrari no 66) et s'empare de la quatrième place,.
12 h 19 : Olivier Pla (Zytek no 20) est victime d'une crevaison à l'arrière droit. Le pneu crevé abîme une partie de la carrosserie, mais Pla parvient à rentrer aux stands pour changer ses pneumatiques. Il repart, mais ne parcourt qu'un seul tour et s'arrête à nouveau pour effectuer une longue réparation,. 12 h 19-12 h 20 : Tinseau (Pescarolo no 16/LMP1) est sixième. Mais, à cause de débris laissés sur la piste à la suite de la crevaison de Pla, la course est neutralisée et deux voitures de sécurité entrent en piste. La première se place devant Mathias Beche, qui est alors deuxième en LMP2, ; la seconde devant le huitième de la catégorie. Beche en profite pour creuser l'écart. 12 h 27 : Reprise de la course. 12 h 28 : La Zytek no 20 s'arrête à son stand. 12 h 29 : Après onze tours de course, Neel Jani (Lola no 12), alors en tête, a 36 secondes d'avance sur un peloton regroupant LMP1 et LMP2, où sont présents Beche (Oreca no 46/LMP2), Kraihamer (Oreca no 45/LMP2), Kimber-Smith (Zytek no 41/LMP2), Russo (Lola no 39/LMP2), Tinseau (Pescarolo no 16/LMP1), Kane (HPD no 42/LMP2) et Turner (Aston Martin no 009/LMP1). 12 h 32-12 h 36 : Jani rencontre un problème avec sa boîte de vitesses, il est bloqué sur le cinquième rapport et roule au ralenti sur le circuit. Le compresseur du paddle-shift étant en panne, il rentre aux stands et perd neuf tours (environ vingt minutes d'arrêt),. L'Oreca no 46 de Mathias Beche se retrouve alors en tête au classement général, pendant que la Lola no 12 s’arrête aux stands. 12 h 36 : Beche, qui est alors dans son seizième tour, se fait dépasser par la Pescarolo de Tinseau à l'entrée du virage de la Verrerie,. Boullion (Lola no 13/LMP1) est maintenant huitième derrière l'Aston Martin AMR-One. En GTE Pro, les Ferrari caracolent en tête puisque Gianmaria Bruni (Ferrari no 51) mène devant Simonsen (Ferrari no 89), Vilander (Ferrari no 71) et Bell (Ferrari no 66). 12 h 40-12 h 41 : Kimber Smith dépasse Kraihamer, tandis que Boullion rentre à nouveau aux stands, toujours accablé par ses soucis de portière,. 12 h 48 : L'Oreca 03 de Race Performance, pilotée par Michel Frey, s'accroche avec la Ferrari 458 Italia GT2/GTE Am de Marco Cioci. Les deux autos repartent sans subir de dégâts importants.
13 h : Tinseau marque un arrêt aux stands pour se ravitailler en carburant mais ne change pas ses pneus. Il garde la tête de la course lorsqu'il rejoint la piste, quatre secondes devant Kane (HPD no 42/LMP2). Dans la catégorie GTE Pro, la Ferrari de Bruni mène toujours la course. La voiture sœur de l’écurie AF Corse, pilotée à cet instant par Tony Vilander, est devancée par les Ferrari de Simonsen et Bell. 13 h 4 : La Ferrari no 71 de Jaime Melo et Tony Vilander anticipe son ravitaillement. À ce moment, Simonsen est en lutte avec Bruni. 13 h 7 : Tinseau possède maintenant trente-cinq secondes d'avance sur Kraihamer (Oreca no 45/LMP2), quarante-six sur Beche (Oreca no 46/LMP2), quarante-neuf sur Boullion (Lola no 13/LMP1) qui ravitaille deux tours plus tard, et une minute et neuf secondes sur Ojjeh (Zytek no 41/LMP2), qui se fait dépasser coup sur coup par Russo (Lola no 39/LMP2) et Kane (HPD no 42/LMP2). 13 h 12 : Après plus d'une heure de réparation effectuée à son stand, qui fait suite à l'accrochage du départ, la Porsche no 67, engagée en GTE Am et pilotée par Raymond Narac et Nicolas Armindo, reprend la piste. Melo (Ferrari no 71/GTE Pro) ravitaille. 13 h 16 : L'Aston Martin no 007, alors en dixième position, s’arrête aux stands et est poussée au fond de son garage pour une intervention importante,. 13 h 18 : La Ferrari no 71 en tête de la catégorie GTE Pro s’arrête pour effectuer un changement de pilote, Giancarlo Fisichella relayant Bruni. L'Aston Martin de Müller mène alors la course pour quelques instants. 13 h 20 : Beche (Oreca no 46/LMP2) est en bagarre avec Kraihamer (Oreca no 45/LMP2) et finit par le dépasser, tandis qu'Ojjeh (Zytek no 41/LMP2) repasse devant Kane (HPD no 42/LMP2) pour la cinquième place du classement général. 13 h 27 : L'Aston Martin no 86/GTE Pro effectue son premier ravitaillement. Au même instant, Fisichella (Ferrari no 51/GTE Pro) passe en tête de la catégorie GTE Pro devant Walker (Ferrari no 66/GTE Pro) et Farnbacher (Ferrari no 89/GTE Pro). 13 h 31 : Après une heure et demie de réparation à la suite du carambolage du départ, la Porsche no 76 (catégorie GTE Pro) pilotée par Patrick Pilet et Wolf Henzler reprend la piste, boucle un tour et rentre de nouveau pour abandonner. 13 h 45 : La Pescarolo 01 s'arrête aux stands et Julien Jousse relaie Christophe Tinseau. Une vis de biellette se casse à bord (à l'avant-gauche) de l'Oreca no 46 obligeant Beche à s'arrêter. Ces deux arrêts permettent à Kraihamer (Oreca no 45/LMP2) de mener la course au classement général pour quelques instants,,. 13 h 50 : Kraihamer s'arrête à son tour et cède sa place de leader à Jousse (Pescarolo no 16/LMP1). Dans la catégorie GTE Pro, Farnbacher (Ferrari no 89/GTE Pro) reprend la deuxième place à Walker (Ferrari no 66/GTE Pro).

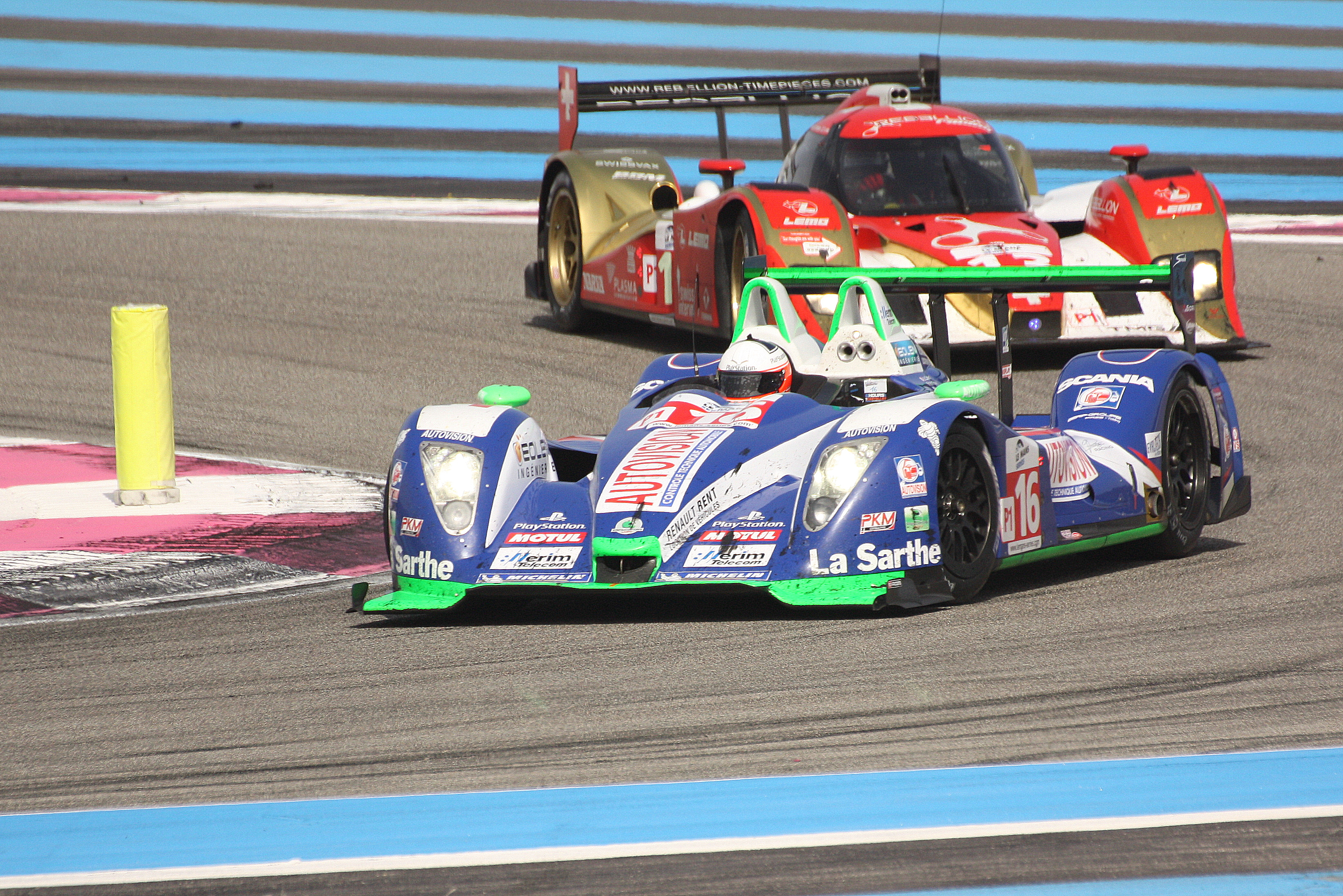
Pour revenir dans le même tour, Jean-Christophe Boullion, à bord de la Lola B10/60 no 13 (au second plan) tente de dépasser Emmanuel Collard qui pilote la Pescarolo 01 no 16 (au premier plan). Il y parvient au bout d'une vingtaine de minutes.

14 h 15 : Farnbacher continue sa remontée en reprenant la tête de la catégorie à Fisichella (Ferrari no 51/GTE Pro). 14 h 25 : Andrea Belicchi (Lola no 13/LMP1) remonte à la troisième place du général, puis il dépasse Nicolas de Crem (Oreca no 45/LMP2) et se retrouve deuxième. 14 h 49-14 h 52 : La Ferrari no 89/GTE Pro de Farnbacher et Simonsen écope d'une pénalité qui se traduit par un arrêt obligatoire d'une minute à son stand. Cette pénalité est due à l'utilisation simultanée de deux pistolets pneumatiques au lieu d'un lors d'un changement de pneus,. 14 h 55 : Après être parti en tête à queue à plusieurs reprises dans des dépôts de gommes, Jean-Marc Luco, à bord de la Norma M200P de Extrême Limite AM Paris effectue un arrêt aux stands afin de faire vérifier la direction. 15 h 5 : Danny Watts (HPD no 42/LMP2) prend la quatrième place au classement général à Gary Chalandon (Zytek no 41/LMP2). 15 h 19-15 h 20: Pierre Thiriet (Oreca no 46/LMP2) sort de la piste et abandonne, tandis que de Crem (Oreca no 45/LMP2) rencontre un problème de batterie et rentre aux stands,. 15 h 22 : La sortie de piste de Thiriet provoque l'entrée en piste de la voiture de sécurité pour la troisième fois. Jousse (Pescarolo no 16/LMP1) et Belicchi (Lola no 13/LMP1) en profitent pour se ravitailler en carburant et en pneumatiques et sont relayés respectivement par Emmanuel Collard et Jean-Christophe Boullion. Les mécaniciens de Pescarolo Team se rendent compte qu'ils ont monté des pneumatiques arrière sur les jantes avant. Cette erreur permet à Boullion de revenir à un tour de Collard et d'être dans ses échappements,,. 15 h 29 : La course est relancée. 15 h 44 : Bell (Ferrari no 66/GTE Pro) s'arrête aux stands et Bruni (Ferrari no 71/GTE Pro) reprend la tête de la catégorie. 15 h 47 : Boullion dépasse Collard et revient donc dans le même tour,.
16 h 12 : Bruni (Ferrari no 51/GTE Pro) s'arrête un court instant sur la piste et rentre aux stands pour ravitailler. Fisichella prend sa place et Walker (Ferrari no 66/GTE Pro) qui a relayé Bell, reprend à nouveau la tête de la catégorie. 16 h 21 : Boullion (Lola no 13/LMP1) ravitaille et Collard (Pescarolo no 16/LMP1) fait de même,. 16 h 26 :  Boullion part en tête-à-queue à la Verrerie, ce qui permet à Collard de lui reprendre un tour d'avance,. 16 h 43 : La Lola no 13 ravitaille. Collard a maintenant un tour et demi d'avance. 16 h 45 : Nick Leventis (HPD no 42/LMP2) perd la tête du LMP2 ainsi que la troisième place au classement général au profit de Tom Kimber-Smith (Zytek no 41/LMP2) puis se fait dépasser par Pierre Kaffer (Lola no 39/LMP2) quelques instants plus tard. 16 h 57 : La Ferrari no 66 de JMW Motorsport pilotée par Rob Bell ravitaille en carburant et en pneumatiques. 17 h 2 : Fisichella (Ferrari no 51/GTE Pro) s'arrête quelques instants plus tard. Les mécaniciens ravitaillent la Ferrari en carburant mais ne changent pas les pneumatiques ; ce temps gagné lui permet de repartir juste devant Rob Bell. 17 h 11 : Collard s'arrête aux stands (changement de pneus et carburant). 17 h 19 : Bouillon s'arrête à son tour, il est relayé par son coéquipier Andréa Belicchi (changement de pneus et carburant). 17 h 21 : Ben Collins (HPD no 36/LMP2) s'arrête aux stands pour réparer une persienne,. 17 h 22 : En difficulté avec ses pneumatiques usés, Fisichella (Ferrari no 51/GTE Pro) se fait dépasser par Bell (Ferrari no 66/GTE Pro) à l'entrée des « S » de la Verrerie. Le pilote italien s'arrête finalement pour changer de pneus. 17 h 46 : La Lola no 12 marque son dernier arrêt. 18 h 0 : Stefan Mücke (Aston Martin no 009/LMP1) rentre aux stands où il terminera non classé pour distance parcourue insuffisante tandis que Collard franchit la ligne en vainqueur,.

### Classement de la course
| Pos. | Catégorie | N°  | Écurie                  | Pilotes                                                    | Châssis                     | Moteur                      | Pneus | Tours/Abandon            |
| ---- | --------- | --- | ----------------------- | ---------------------------------------------------------- | --------------------------- | --------------------------- | ----- | ------------------------ |
| 1    | LMP1      | 16  | Pescarolo Team          | Emmanuel Collard Christophe Tinseau Julien Jousse          | Pescarolo 01 Evo            | Judd GV5 S2 5,0 L V10       | M     | 185                      |
| 2    | LMP1      | 13  | Rebellion Racing        | Jean-Christophe Boullion Andrea Belicchi                   | Lola B10/60                 | Toyota RV8KLM 3,4 L V8      | M     | 184                      |
| 3    | LMP2      | 41  | Greaves Motorsport      | Gary Chalandon Karim Ojjeh Tom Kimber-Smith                | Zytek Z11SN                 | Nissan VK45DE 4,5 L V8      | D     | 179                      |
| 4    | LMP2      | 39  | Pecom Racing            | Matías Russo Luís Pérez Companc Pierre Kaffer              | Lola B11/40                 | Judd-BMW HK 3,6 L V8        | M     | 179                      |
| 5    | LMP2      | 42  | Strakka Racing          | Danny Watts Nick Leventis Jonny Kane                       | HPD ARX-01d                 | HPD HR28TT 2,8 L Turbo V6   | M     | 177                      |
| 6    | LMP2      | 45  | Boutsen Energy Racing   | Dominik Kraihamer Nicolas de Crem                          | Oreca 03                    | Nissan VK45DE 4,5 L V8      | D     | 175                      |
| 7    | LMP1      | 12  | Rebellion Racing        | Neel Jani Nicolas Prost                                    | Lola B10/60                 | Toyota RV8KLM 3,4 L V8      | M     | 175                      |
| 8    | LMP1      | 20  | Quifel ASM Team         | Miguel Amaral Olivier Pla                                  | Zytek 09SC                  | Zytek ZG348 3,4 L V8        | D     | 174                      |
| 9    | LMP2      | 43  | RLR Msport              | Barry Gates Rob Garofall Simon Phillips                    | MG-Lola EX265               | Judd-BMW HK 3,6 L V8        | D     | 174                      |
| 10   | LMP2      | 40  | Race Performance        | Michel Frey Thor-Christian Ebbesvik Ralph Meichtry         | Oreca 03                    | Judd-BMW HK 3,6 L V8        | D     | 174                      |
| 11   | LMP2      | 36  | RML                     | Mike Newton Ben Collins Thomas Erdos                       | HPD ARX-01d                 | HPD HR28TT 2,8 L Turbo V6   | D     | 173                      |
| 12   | FLM       | 95  | Pegasus Racing          | Mirco Schultis Julien Schell Patrick Simon                 | Oreca FLM09                 | Chevrolet LS3 6,2 L V8      | M     | 170                      |
| 13   | FLM       | 93  | Genoa Racing            | Jens Petersen Christian Zugel Elton Julian                 | Oreca FLM09                 | Chevrolet LS3 6,2 L V8      | M     | 170                      |
| 14   | GTE Pro   | 66  | JMW Motorsport          | Rob Bell James Walker                                      | Ferrari 458 Italia GT2      | Ferrari 4,5 L V8            | D     | 170                      |
| 15   | GTE Pro   | 51  | AF Corse                | Giancarlo Fisichella Gianmaria Bruni                       | Ferrari 458 Italia GT2      | Ferrari 4,5 L V8            | M     | 169                      |
| 16   | LMP2      | 44  | Extrême Limite AM Paris | Fabien Rosier Jean-Marc Luco Maurice Basso                 | Norma M200P                 | Judd-BMW HK 3,6 L V8        | D     | 169                      |
| 17   | GTE Am    | 88  | Team Felbermayr Proton  | Horst Felbermayr, Sr. Christian Ried Horst Felbermayr, Jr. | Porsche 911 GT3 RSR (997)   | Porsche 4,0 L Flat-6        | M     | 167                      |
| 18   | GTE Am    | 61  | AF Corse                | Piergiuseppe Perazzini Stéphane Lémeret Marco Cioci        | Ferrari F430 GTC            | Ferrari 4,0 L V8            | M     | 167                      |
| 19   | GTE Am    | 70  | Kessel Racing           | Michał Broniszewski Philipp Peter                          | Ferrari F430 GTC            | Ferrari 4,0 L V8            | M     | 167                      |
| 20   | GTE Am    | 82  | CRS Racing              | Phil Quaife Klaas Hummel Adam Christodoulou                | Ferrari F430 GTC            | Ferrari 4,0 L V8            | M     | 166                      |
| 21   | GTE Pro   | 89  | Hankook Team Farnbacher | Dominik Farnbacher Allan Simonsen                          | Ferrari 458 Italia GT2      | Ferrari 4,5 L V8            | H     | 163                      |
| 22   | GTE Am    | 72  | AF Corse                | Robert Kauffman Giuseppe Cirò Rui Águas                    | Ferrari F430 GTC            | Ferrari 4,0 L V8            | M     | 163                      |
| 23   | GTE Pro   | 71  | AF Corse                | Jaime Melo Toni Vilander                                   | Ferrari 458 Italia GT2      | Ferrari 4,5 L V8            | M     | 161                      |
| 24   | FLM       | 92  | Neil Garner Motorsport  | John Hartshorne Phil Keen Steve Keating                    | Oreca FLM09                 | Chevrolet LS3 6,2 L V8      | M     | 157                      |
| 25   | FLM       | 99  | JMB Racing              | Manuel Rodrigues Nicolas Misslin Jean-Marc Menahem         | Oreca FLM09                 | Chevrolet LS3 6,2 L V8      | M     | 142                      |
| 26   | GTE Am    | 67  | IMSA Performance        | Raymond Narac Nicolas Armindo                              | Porsche 911 GT3 RSR (997)   | Porsche 4,0 L Flat-6        | M     | 137                      |
| Nc.  | GTE Pro   | 79  | Jota Sport AMR          | Simon Dolan Sam Hancock                                    | Aston Martin V8 Vantage GT2 | Aston Martin 4,5 L V8       | D     | 105                      |
| Nc.  | LMP1      | 009 | Aston Martin Racing     | Stefan Mücke Harold Primat Darren Turner                   | Aston Martin AMR-One        | Aston Martin 2,0 L Turbo L6 | M     | 96                       |
| Abd. | GTE Pro   | 86  | Young Driver AMR        | Tomáš Enge Christoffer Nygaard Alex Müller                 | Aston Martin V8 Vantage GT2 | Aston Martin 4,5 L V8       | M     | 140 (Direction assistée) |
| Abd. | FLM       | 91  | Hope Polevision Racing  | Nicolas Marroc Zhang Shan Qi Luca Moro                     | Oreca FLM09                 | Chevrolet LS3 6,2 L V8      | M     | 93 (Embrayage)           |
| Abd. | LMP2      | 46  | TDS Racing              | Mathias Beche Jody Firth Pierre Thiriet                    | Oreca 03                    | Nissan VK45DE 4,5 L V8      | M     | 91 (Accident)            |
| Abd. | GTE Pro   | 76  | IMSA Performance        | Patrick Pilet Wolf Henzler                                 | Porsche 911 GT3 RSR (997)   | Porsche 4,0 L Flat-6        | M     | 2 (Accrochage)           |
| Abd. | GTE Pro   | 75  | Prospeed Competition    | Marco Holzer Marc Goossens                                 | Porsche 911 GT3 RSR (997)   | Porsche 4,0 L Flat-6        | M     | 0 (Accrochage)           |
| Abd. | GTE Pro   | 77  | Team Felbermayr Proton  | Marc Lieb Richard Lietz                                    | Porsche 911 GT3 RSR (997)   | Porsche 4,0 L Flat-6        | M     | 0 (Accrochage)           |

### Statistiques et informations diverses
La totalité de la course se déroule sous un ciel dégagé. Au départ, ainsi qu'à l'arrivée, la température est de 18 °C dans l'air. La température de la piste est de 26 °C au départ et de 27 °C à l'arrivée. La course est disputée sur le tracé de 5,791 km,.

#### Pole position et record du tour
- Pole position : Neel Jani (Lola no 12) en 1 min 46 s 783[30].
- Meilleur tour en course : Neel Jani (Lola no 12) en 1 min 47 s 465 (194 km/h)[5].

#### Tours en tête
- Lola no 12 : 13 tours (1-13)[Note 1],[5],[44].
- Pescarolo no 16 : 172 tours (14-185)

## Après-course

### Catégorie LMP1
En proie à des difficultés financières, l’écurie Pescarolo Sport a cessé ses activités en sport automobile à la fin de l'année 2009, mais c'est sous les nouvelles couleurs de Pescarolo Team qu'Emmanuel Collard, Christophe Tinseau et Julien Jousse (qui pilote pour la première fois en course un prototype) remportent la course. Après avoir pris la tête de l'épreuve au bout d'une demi-heure, l'équipage de la Pescarolo a ensuite géré et contenu les assauts de la Lola no 13 de Rebellion Racing qui est finalement restée à un tour. Après l'arrivée, Henri Pescarolo, le fondateur de l'écurie, ne cache pas sa joie : « Notre voiture est toujours très compétitive. Pour moi et mon équipe, c'est comme si rien ne s'était arrêté »,. Il ajoute : « Tout le monde semblait content que l'on soit là, même s'il s'agit d'adversaires. Cette victoire est une récompense a posteriori pour tout le travail effectué depuis la mi-novembre ».
L'écurie suisse Rebellion Racing n'a pas connu une course de tout repos. Second à l'arrivée, Jean-Christophe Boullion (Lola no 13) a vu sa portière s'ouvrir à trois reprises. Malgré sa deuxième place, il affirme se sentir mieux dans la voiture en course qu'aux essais : « Ce qui me fait plaisir, c'est qu’hier nous n'étions nulle part, et aujourd'hui, nous avons retrouvé une auto davantage à notre convenance »,. Le nouveau moteur Toyota semble encore consommer un peu trop de carburant. Mais son niveau de fiabilité semble satisfaire l'écurie et notamment Jean-Christophe Boullion : « Nous sommes revenus à des réglages que nous connaissions. À Sebring comme ici, le V8 a tourné comme une horloge. C'est bon signe ».
Sur la no 12, c'est le compresseur de boîte qui, au bout d'une demi-heure de course, a rencontré quelques problèmes. L'équipage composé de Neel Jani et Nicolas Prost ne peut faire mieux que septième au général mais troisième de la catégorie. Ce dernier s'exprime sur le nouvel ingénieur arrivé dans l'équipe l'hiver dernier : « Notre nouvel ingénieur James Robinson nous a fait franchir un palier. Notre rythme en course était très rapide ».
Partie deuxième sur la grille à la suite de la disqualification de la Pescarolo, la Zytek de l’écurie portugaise Quifel ASM Team, pilotée par Miguel Amaral et Olivier Pla, a connu une crevaison après vingt minutes de course qui a entraîné une réparation de quinze minutes dans le stand. Ce dernier explique que cette crevaison est probablement due à un contact avec un autre concurrent survenu au moment du départ : « Nous avions privilégié la course plutôt qu’un tour rapide. Nous étions chaussés de pneus durs. Je pense tout de même que la 2e place était possible, mais nous étions plutôt confiants pour la suite. Mon ingénieur m’a prévenu que le safety car allait rester un tour de plus, Malgré tout, les feux sont passés au vert et plusieurs pilotes ont accéléré. Deux d’entre eux m’ont percuté et ont endommagé l’arrière de la voiture »,. Il ajoute : « Le départ a eu de fâcheuses conséquences. Les dégâts à l’arrière ont provoqué la crevaison et j’ai dû rentrer au stand pour que l’équipe change les sabots et le capot arrière. Nous avons perdu dix tours. C’est terriblement frustrant de voir ses chances ruinées pour une telle raison. La messe était dite et notre seul objectif était de marquer quelques points. Nous ne pouvons pas être satisfaits du déroulement de l’épreuve : nous avions le potentiel pour réaliser une belle performance, le deuxième meilleur tour en course le prouve. Miguel, qui est un gentleman-driver, a suivi un très bon rythme face aux pros. C’est encourageant pour la suite. À Spa, la comparaison avec les concurrents de l’Intercontinental Le Mans Cup, tels que Oak Racing et à nouveau Rebellion Racing sera intéressante ». L'équipage franco-portugais se classe finalement quatrième de la catégorie et huitième du classement général.

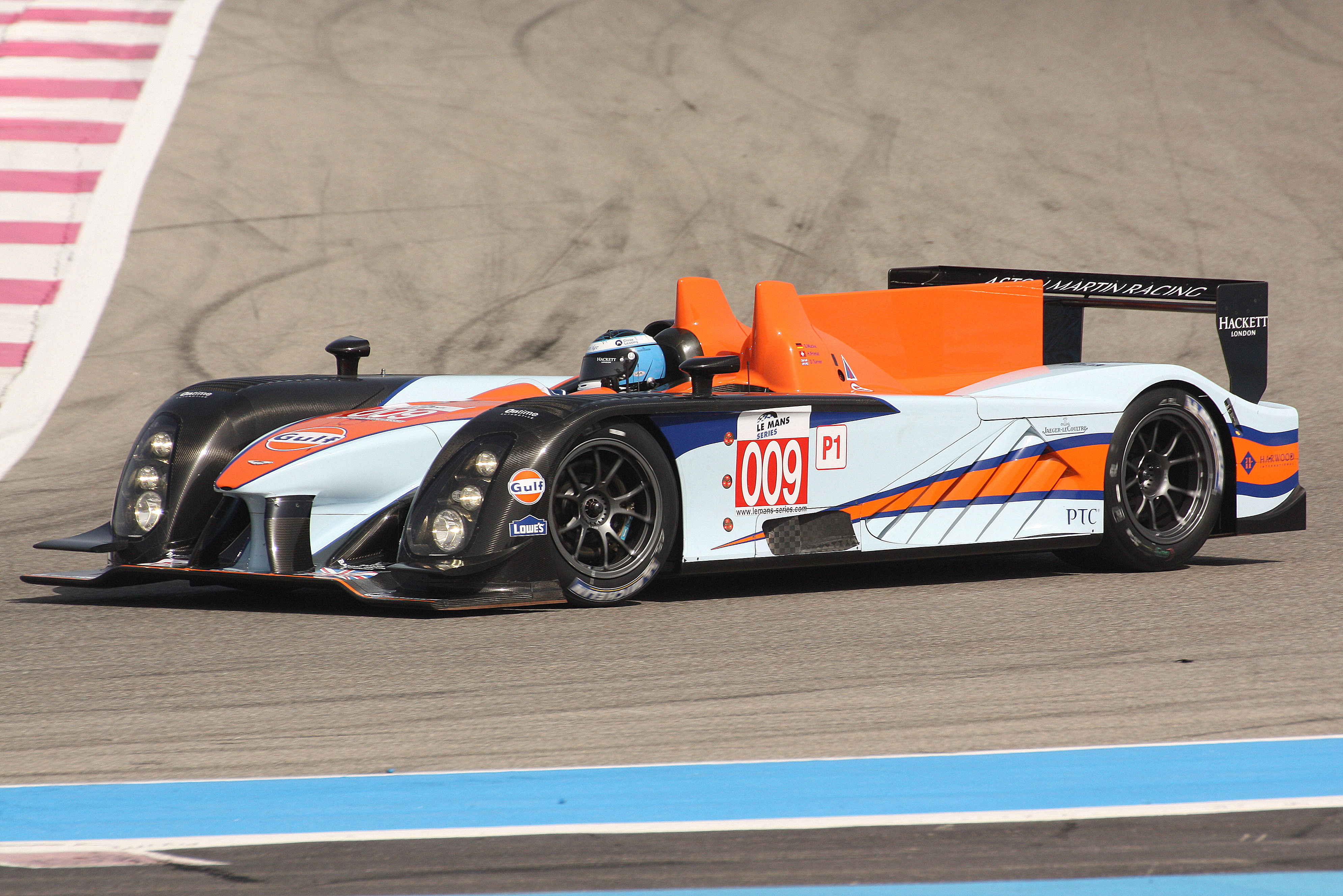
Pour sa première course, l'Aston Martin AMR-One termine non classée.

Lors de sa première course, la nouvelle AMR-One d'Aston Martin Racing a connu de nombreux problèmes, liés à plusieurs éléments du moteur à l'instar de la cartographie, des bougies et des bobines. Ces problèmes ont fait que le moteur ne fonctionnait pas à sa puissance maximale. Selon ses dires, l'équipe en a donc profité pour développer la voiture et tester différents réglages et configurations. George Howard-Chappell explique : « Ce week-end a amené des progrès notables à notre programme de développement. Nous avons pu faire des essais en conditions de course, avec une meilleure compréhension de la façon dont la voiture se comporte dans le trafic, sur la bonne trajectoire et en dehors de celle-ci. Nous avons résolu des problèmes de jeunesse inévitables, et nous avons commencé à nous concentrer sur les caractéristiques dynamiques de la voiture. Je veux insister sur le fait que nous ne sommes qu’au début du processus de développement ; nous rentrons maintenant à la maison pour continuer notre préparation pour la Journée Test du Mans en fin de mois ». Darren Turner s'exprime à son tour : « Nous avons fait quelques progrès intéressants ce week-end et la voiture a évolué de manière significative au cours de chaque séance, alors que nous connaissons la voiture de plus en plus. Nous avons connu une bonne heure et demie en début de course et ensuite nous avons dû régler quelques petits problèmes, toute la journée a été comme ça - c’est comme une séance d’essais de six heures. D'une manière générale, la voiture paraît bien – nous allons aller de l’avant grâce à ce que nous avons appris aujourd’hui ». Harold Primat ajoute : « On a fait des kilomètres. On en profite pour faire des essais sur le moteur. Pour l'instant ça ne marche pas, mais bon, on a vu les limites. Il faut bosser d'ici Spa, il y aura un grand bond en avant ».

### Catégorie LMP2
Avec le faible nombre de LMP1 engagées lors de cette manche (cinq au total), les LMP2 se sont mêlées à la lutte pour le podium au classement général. L'écurie britannique Greaves Motorsport remporte pour la première fois une course en Le Mans Series, tout en décrochant la troisième place du classement général. Tom Kimber-Smith, qui a pris le départ de l'épreuve, était aussi au volant pour franchir la ligne d'arrivée en vainqueur, et se félicite que les Oreca 03 de TDS Racing et de Boutsen Energy Racing aient eu des problèmes : « On dirait que c’est le châssis avec lequel nous avions couru la dernière fois. Nous savons que le moteur est maintenant très bon et nous savions avant la course que les Oreca seraient très bien en qualifications et qu’elle seraient rapides aujourd’hui. Notre travail était d’appliquer notre plan de marche et nous avons eu la chance que les Oreca aient rencontré toutes deux des problèmes – je crois cependant que notre rythme et notre constance étaient suffisamment bons, et que nous aurions été avec elles en fin de la course même si elles n’avaient pas eu de problèmes ». Gary Chalandon revient sur son duel en piste avec la HPD de Danny Watts : « Quelle course ! L’équipe a fait un travail fantastique en nous préparant une voiture parfaite et dont le comportement ne s’est pas dégradé du premier au dernier tour. Avec aussi peu de roulage avant de venir ici, ce résultat était loin d’être acquis. Nous nous sommes tous surpassés pour décrocher cette superbe victoire qui récompense le travail de toute l’équipe. La bagarre avec Danny fut palpitante. Lorsque j’étais dans ses échappements, je me suis concentré à ne pas commettre la moindre erreur car je savais que nous repasserions en tête lors du dernier ravitaillement. Je remercie toute l’équipe car notre stratégie a parfaitement fonctionné ». Le pilote saoudien Karim Ojjeh reste lucide sur les performances de la Zytek Z11SN comparées à celles des nouvelles Oreca 03 : « C’est très bien de débuter la saison avec un résultat positif mais il ne faudrait pas que nous oublions à quel point les ORECA étaient rapides aujourd'hui. Elles étaient plus vite mais elles ont eu des problèmes, et nous non ! ».

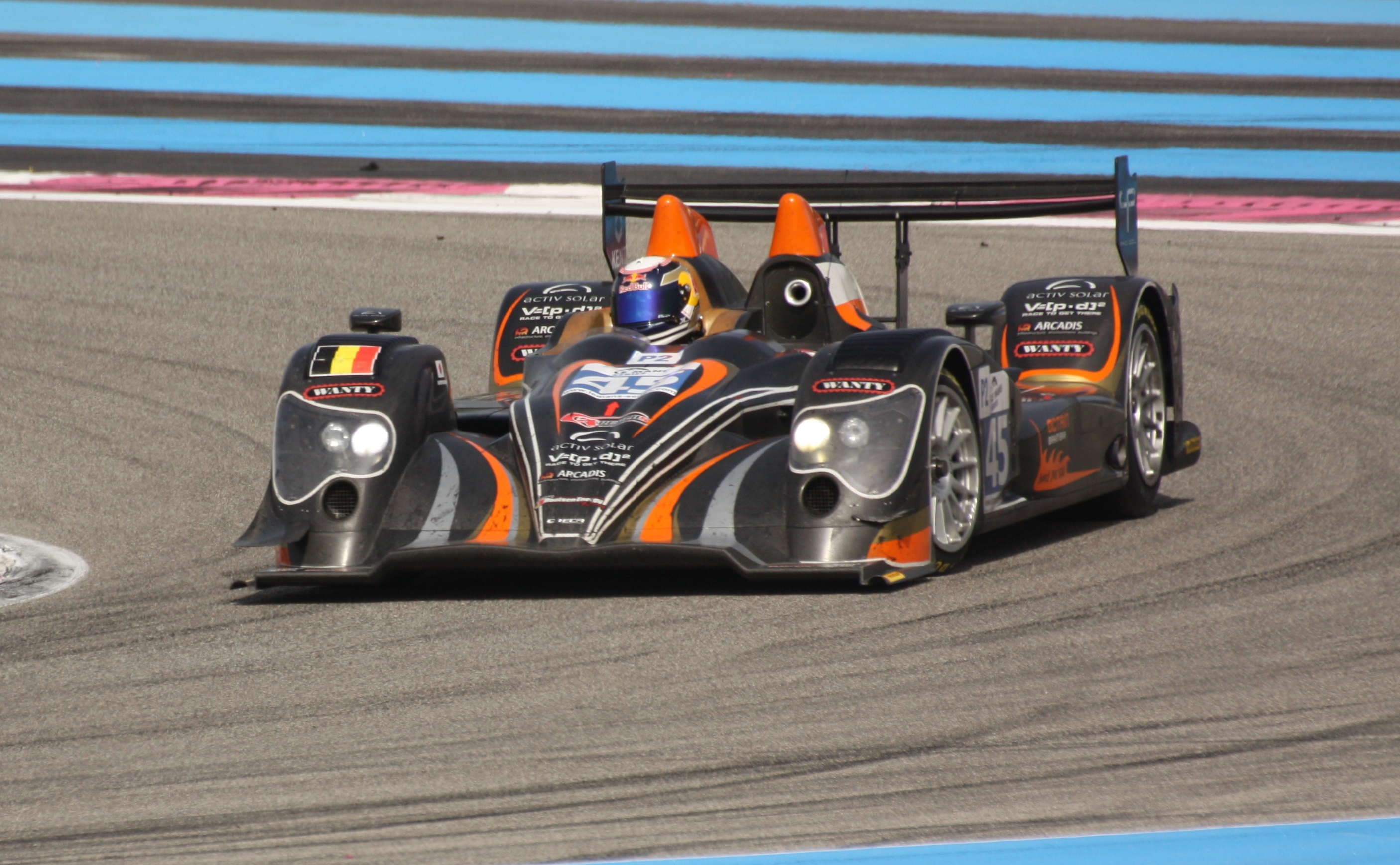
L'Oreca 03 de Boutsen Energy Racing, bien que plus rapide en piste que la de Greaves Motorsport, rencontre un problème de batterie et termine quatrième de la catégorie LMP2.

Quatrième à l'arrivée en LMP2, sous les yeux de son patron Thierry Boutsen, présent lors de l’événement, l'écurie belge Boutsen Energy Racing, qui a découvert l'auto au moment des essais libres ne se décourage pas, comme le laisse entendre Nicolas de Crem : « Ce n'est que partie remise, rendez-vous à Spa ».
L'écurie helvétique Race Performance termine quant à elle sixième de la catégorie. Au milieu de la course, un problème de direction a engendré une intervention d'un quart d'heure dans les stands.
Après avoir pointé en septième position pendant la course, la Norma M200P de l'écurie française Extrême Limite AM Paris termine finalement seizième du classement général. Des paquets de gommes ramassés dans les passages de roues et bloquant la direction ont vraisemblablement rendu la voiture difficile à piloter. Le suisse Jean-Marc Luco est ainsi parti en tête-à-queue plusieurs fois pendant la course.
Longtemps aux avant-postes, l'Oreca 03 no 46 de TDS Racing a dû renoncer à la suite d'une sortie de piste de Pierre Thiriet survenue peu après la mi-course. Malgré cet abandon, Mathias Beche se montre satisfait du travail de l'équipe durant le week-end : « Même si nous n’avons pas rallié l’arrivée, nous sommes satisfaits de notre prestation. J’ai pu montrer que je me suis rapidement adapté au pilotage de l’auto. Toute l’équipe a fait un super travail. Il faudra compter sur nous dès le prochain meeting pour jouer la gagne. […] Pierre a fait un beau demi relais mais il a dû s’arrêter en bord de piste, l’abandon étant inéluctable. C’est dommage car la voiture fonctionnait vraiment bien, sachant que je suis un peu frustré que Jody n’ait pas pu rouler en course. J’ai un super feeling avec cette Oreca 03. Nous n’avions bouclé que quelques tours lors des Essais Officiels, ce qui fait que nous avons débuté notre vrai travail lors des essais libres ». Ses deux saisons passées dans la catégorie FLM l'ont aidé à mieux appréhender le pilotage d'une LMP2 : « Pour moi, le LMP2 est une nouvelle étape et la Formula Le Mans est une belle école pour grimper les échelons. Le châssis de la Oreca 03 est vraiment top et j’ai vite pris mes marques. Que les équipes roulent avec un moteur Nissan ou Judd, c’est sensiblement la même chose. Il faut donc faire la différence sur la piste et dans les réglages. Je crois sincèrement qu’à Spa-Francorchamps, nous pourrons tirer notre épingle du jeu. Ce n’est que partie remise ».
Comme ce fut déjà le cas aux essais, les deux HPD n'ont guère brillé par leurs performances en course. Le législateur a donc décidé d'autoriser une augmentation de la taille du diamètre des brides d'admission d'air pour le V6 biturbo Honda. Une augmentation de 1,2 millimètre est ainsi octroyée (environ 5 % en plus) pour le reste de la saison.

### Catégorie FLM

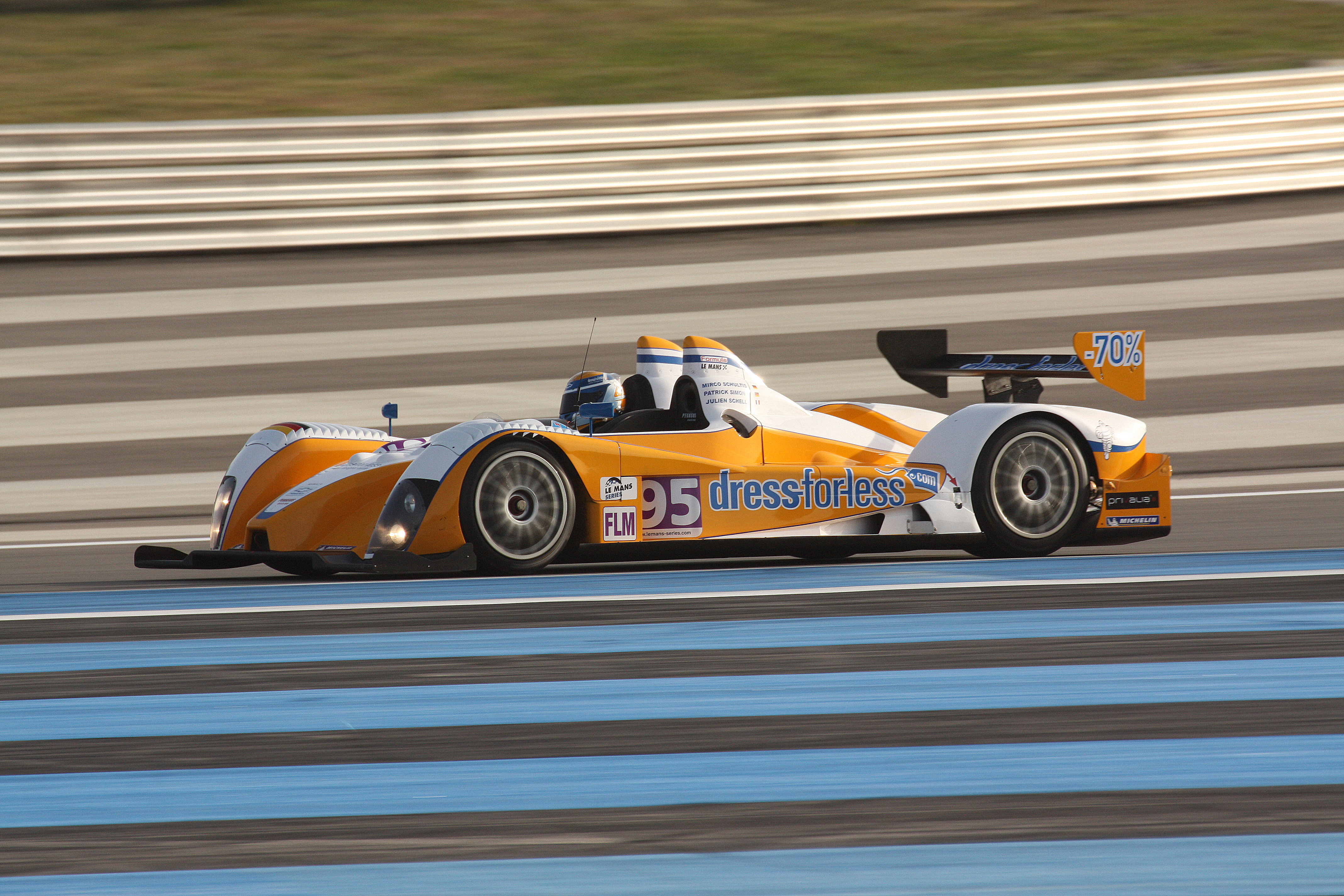
Le Pegasus Racing l'emporte en catégorie FLM.

Dans la catégorie FLM, Pegasus Racing s'adjuge la victoire en fin de course grâce à une stratégie plus conservatrice comme le précise Julien Schell, le cofondateur de l'écurie : « Oui, nous étions en lutte pour la première place avec la FLM du Genoa Racing. Je savais que Elton Julian devait ravitailler une fois encore et j’ai donc essayé d’éviter d’en faire autant. J’ai adapté mon pilotage en conséquence, sans perdre trop de terrain par rapport à Julian. Dans ces conditions, il tournait plus vite que moi d’une seconde environ au tour. Une seconde, ce n’est pas beaucoup et beaucoup à la fois… J’ai réussi à tenir et quand j’ai franchi la ligne d’arrivée, il ne restait que quatre litres d’essence dans la voiture ».
En course, l'Oreca FLM09 de Neil Garner Motorsport, pilotée par les britanniques John Hartshorne, Phil Keen et Steve Keating, a longtemps été en mesure de décrocher la victoire, mais un problème de remplissage rencontré lors d'un ravitaillement en carburant l'a privé de la victoire, s'ajoutant à cela deux changements de persiennes (celles de droite, puis celles de gauche),. L'écurie termine néanmoins sur la troisième marche du podium, ce qui satisfait son fondateur Neil Garner. Ce dernier exprime sa volonté de passer à la catégorie LMP2 la saison prochaine : « Nous sommes là pour apprendre la discipline car… C'est encore un peu tôt pour en parler… Nous voulons nous engager en LMP2 l'année prochaine. Les bonnes relations que nous entretenons avec Oreca pourraient influer sur nos futurs choix ».
Quatrième à l'issue de la course, JMB Racing a connu une course compliquée, avec de nombreuses interventions dans les stands. L'accrochage du départ a coûté vingt minutes à l'écurie monégasque, puis c'est le remplacement de l'arbre de transmission qui a retardé l'auto d'une demi-heure au stand.

### Catégorie GTE Pro

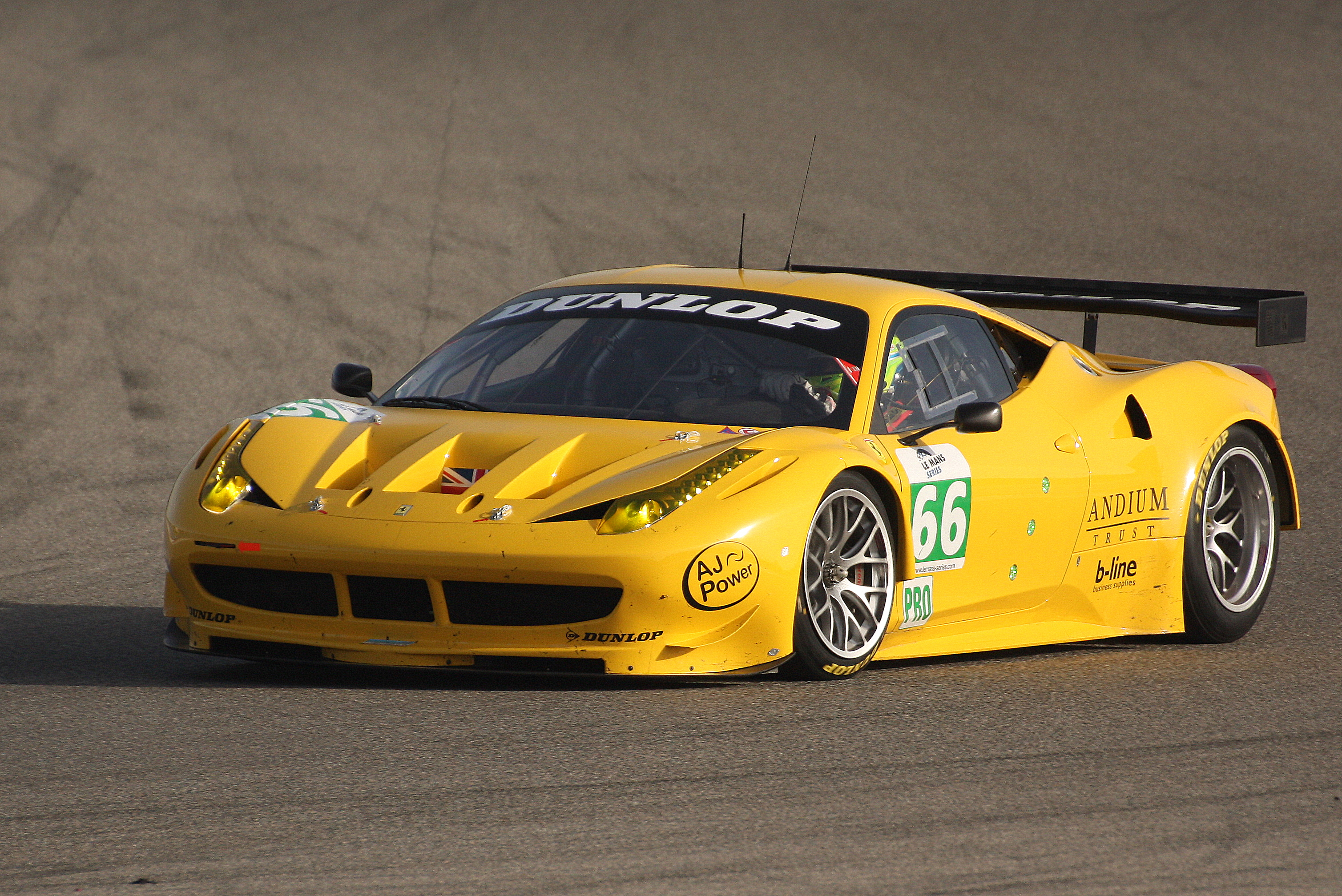
Rob Bell et James Walker offrent une première victoire à la Ferrari 458 Italia GT2.

Malgré sa victoire en GTE Pro, Rob Bell n'est pas satisfait des procédures effectuées par les organisateurs lors du départ : « Ce genre de chose ne doit pas arriver. Il nous faudra étudier la question et faire preuve d'honnêteté à ce sujet ». En accord avec les organisateurs et pour qu'elles ne soient pas distancées dans le championnat, les écuries touchées par l'incident auront droit à un décompte de point spécial. Finalement, le 8 avril, soit cinq jours après la course, l'intégralité des écuries présentes dans la catégorie GTE Pro se mettent d'accord pour que le plus mauvais résultat de chaque équipage ne soit pas compté en fin de saison. Cette initiative de Ferrari envers Porsche est saluée par l'ensemble des acteurs du championnat,,.
La Ferrari de Hankook Team Farnbacher, pilotée par Allan Simonsen et Dominik Farnbacher, termine sur la dernière marche du podium après une course mouvementée. Après un premier relais efficace de Simonsen, la Ferrari écope d'une pénalité d'une minute. Un problème de biellette de direction, puis des pannes électriques ont finalement relégué l'équipage à cinq tours des vainqueurs.
L'écurie Jota Sport et son Aston Martin pilotée par Simon Dolan et Sam Hancock termine quant à elle non classée, le départ de la course ayant eu des conséquences désastreuses. Une intervention d'une heure a du être effectuée pour changer le splitter avant, le triangle de suspension avant gauche ; ainsi qu'une réparation de longeron.
N'ayant pu effectuer le moindre tour de piste pendant la course, Richard Lietz, le pilote de la Porsche no 88 de Team Felbermayr Proton explique qu'il ne pouvait rien faire au volant pour éviter l'accident : « on s'est précipité dans un mur de voitures où nous n'avions aucune sortie de secours ».

### Catégorie GTE Am
Malgré une voiture saine en comportement, le vainqueur Christian Ried ne se satisfait pas pleinement du résultat, car la voiture engagée en GTE Pro n'est pas classée : « La voiture a été parfaite, tout le monde a fait un travail incroyable. Mais ce n'est pas une joie immense car nous regrettons de ne pas voir notre voiture sœur finir la course en LM GTE Pro ».
À la suite du carambolage, l'équipage de la Porsche no 67 a été contraint de rentrer au stand pour réparer. Dernier classé en GTE Am, Raymond Narac ne cache pas sa déception à l'arrivée de la course : « Je suis encore choqué par ce qui s'est passé. Malheureusement, il a suffi de quelques secondes pour ruiner tout le travail d'une écurie et engendrer un travail et des frais colossaux pour se relever. Nous sommes très déçus ». Il ajoute : « Nous connaissons le prestige et la réputation de ce circuit… pourtant, cela n’a pas empêché ce carambolage à peine croyable. Jamais je n’aurais imaginé qu’une pareille situation se produise ici. Je me souviens de ce briefing où on nous avait mis en garde de faire attention au premier virage. Là, malheureusement, pour une fois ce ne sont pas les pilotes qui ont mis la zizanie en piste. D'ailleurs, ça n’a pas attendu le premier virage, c’est arrivé en pleine ligne droite. Je suis encore choqué par ce qui s’est passé. Nous sommes pourtant au plus haut niveau et malheureusement, il a suffi de quelques secondes pour ruiner tout le travail d’une écurie, de deux équipages et d’engendrer un travail et des dépenses colossaux pour se relever. Je ne sais pas quelle suite sera donnée à ce tragique accident mais nous sommes vraiment très déçus dans l’équipe IMSA Performance Matmut. Certes, je suis fier et heureux que l’équipe ait été récompensée par la victoire dans le Green X Challenge, mais ce n’est qu’une consolation car nous perdons très gros ce week-end dans cette course d’ouverture ». Malgré ses déboires, l'équipage remporte le Michelin Green X Challenge,,,. Nicolas Armindo tient à souligner le travail effectué par les mécaniciens de l'écurie : « L'équipe a réussi quelque chose d'incroyable. Ce ne sont pas les pilotes qui méritent  la coupe aujourd'hui, mais les mécaniciens. C'est vraiment génial de pouvoir compter sur une telle équipe ».

## Classements du championnat à l'issue de la course

### Catégorie LMP1
| Pos. | Pilote                   | Équipe           | Points |
| ---- | ------------------------ | ---------------- | ------ |
| 1er= | Emmanuel Collard         | Pescarolo Team   | 15     |
| 1er= | Julien Jousse            | Pescarolo Team   | 15     |
| 1er= | Christophe Tinseau       | Rebellion Racing | 15     |
| 2=   | Andrea Belicchi          | Rebellion Racing | 13     |
| 2=   | Jean-Christophe Boullion | Rebellion Racing | 13     |
| 3=   | Nicolas Prost            | Rebellion Racing | 12     |
| 3=   | Neel Jani                | Rebellion Racing | 12     |
| 4=   | Miguel Amaral            | Quifel ASM Team  | 9      |
| 4=   | Olivier Pla              | Quifel ASM Team  | 9      |

| Pos. | Constructeurs    | Points |
| ---- | ---------------- | ------ |
| 1er  | / Lola-Toyota    | 25     |
| 2    | / Pescarolo-Judd | 15     |
| 3    | Zytek            | 9      |

| Pos. | Équipe           | Points |
| ---- | ---------------- | ------ |
| 1er  | Pescarolo Team   | 15     |
| 2    | Rebellion Racing | 14     |
| 3    | Quifel ASM Team  | 9      |

### Catégorie LMP2
| Pos. | Pilote                  | Équipe                  | Points |
| ---- | ----------------------- | ----------------------- | ------ |
| 1er= | Karim Ojjeh             | Greaves Motorsport      | 15     |
| 1er= | Gary Chalandon          | Greaves Motorsport      | 15     |
| 1er= | Tom Kimber-Smith        | Greaves Motorsport      | 15     |
| 2=   | Luís Pérez Companc      | Pecom Racing            | 13     |
| 2=   | Matías Russo            | Pecom Racing            | 13     |
| 2=   | Pierre Kaffer           | Pecom Racing            | 13     |
| 3=   | Nick Leventis           | Strakka Racing          | 11     |
| 3=   | Danny Watts             | Strakka Racing          | 11     |
| 3=   | Jonny Kane              | Strakka Racing          | 11     |
| 4=   | Dominik Kraihamer       | Boutsen Energy Racing   | 9      |
| 4=   | Nicolas de Crem         | Boutsen Energy Racing   | 9      |
| 5=   | Barry Gates             | RLR Msport              | 8      |
| 5=   | Rob Garofall            | RLR Msport              | 8      |
| 5=   | Simon Phillips          | RLR Msport              | 8      |
| 6=   | Michel Frey             | Race Performance        | 7      |
| 6=   | Thor-Christian Ebbesvik | Race Performance        | 7      |
| 6=   | Ralph Meichtry          | Race Performance        | 7      |
| 7=   | Ben Collins             | RML                     | 6      |
| 7=   | Thomas Erdos            | RML                     | 6      |
| 7=   | Mike Newton             | RML                     | 6      |
| 8=   | Fabien Rosier           | Extrême Limite AM Paris | 5      |
| 8=   | Jean-Marc Luco          | Extrême Limite AM Paris | 5      |
| 8=   | Maurice Basso           | Extrême Limite AM Paris | 5      |
| 9=   | Pierre Thiriet          | TDS Racing              | 1      |
| 9=   | Mathias Beche           | TDS Racing              | 1      |
| 9=   | Jody Firth              | TDS Racing              | 1      |

| Pos. | Constructeurs  | Points |
| ---- | -------------- | ------ |
| 1er  | HPD            | 17     |
| 2    | / Zytek-Nissan | 15     |
| 3    | Lola-Judd      | 13     |
| 4    | / Oreca-Nissan | 10     |
| 5    | MG Lola-Judd   | 8      |
| 6    | / Oreca-Judd   | 7      |
| 3    | / Norma-Judd   | 5      |

| Pos. | Équipe                  | Points |
| ---- | ----------------------- | ------ |
| 1er  | Greaves Motorsport      | 15     |
| 2    | Pecom Racing            | 13     |
| 3    | Strakka Racing          | 11     |
| 4    | Boutsen Energy Racing   | 9      |
| 5    | RLR Msport              | 8      |
| 6    | Race Performance        | 7      |
| 7    | RML                     | 6      |
| 8    | Extrême Limite AM Paris | 5      |
| 9    | TDS Racing              | 1      |

### Catégorie FLM
| Pos. | Pilote            | Équipe                 | Points |
| ---- | ----------------- | ---------------------- | ------ |
| 1er= | Julien Schell     | Pegasus Racing         | 15     |
| 1er= | Patrick Simon     | Pegasus Racing         | 15     |
| 1er= | Mirco Schultis    | Pegasus Racing         | 15     |
| 2=   | Jens Petersen     | Genoa Racing           | 13     |
| 2=   | Christian Zugel   | Genoa Racing           | 13     |
| 2=   | Elton Julian      | Genoa Racing           | 13     |
| 3=   | Phil Keen         | Neil Garner Motorsport | 11     |
| 3=   | Steve Keating     | Neil Garner Motorsport | 11     |
| 3=   | John Hartshorne   | Neil Garner Motorsport | 11     |
| 4=   | Jean-Marc Menahem | JMB Racing             | 9      |
| 4=   | Nicolas Misslin   | JMB Racing             | 9      |
| 4=   | Manuel Rodrigues  | JMB Racing             | 9      |
| 5=   | Zhang Shan Qi     | Neil Garner Motorsport | 1      |
| 5=   | Nicolas Marroc    | Neil Garner Motorsport | 1      |
| 5=   | John Hartshorne   | Neil Garner Motorsport | 1      |

| Pos. | Équipe                 | Points |
| ---- | ---------------------- | ------ |
| 1er  | Pegasus Racing         | 15     |
| 2    | Genoa Racing           | 13     |
| 3    | Neil Garner Motorsport | 11     |
| 3    | JMB Racing             | 9      |
| 3    | Hope Polevision Racing | 1      |

### Catégorie LM GTE
| Pos. | Pilote               | Équipe                  | Points |
| ---- | -------------------- | ----------------------- | ------ |
| 1er= | Rob Bell             | JMW Motorsport          | 15     |
| 1er= | James Walker         | JMW Motorsport          | 15     |
| 2=   | Giancarlo Fisichella | AF Corse                | 14     |
| 2=   | Gianmaria Bruni      | AF Corse                | 14     |
| 3=   | Dominik Farnbacher   | Hankook Team Farnbacher | 11     |
| 3=   | Allan Simonsen       | Hankook Team Farnbacher | 11     |
| 4=   | Jaime Melo           | AF Corse                | 9      |
| 4=   | Toni Vilander        | AF Corse                | 9      |

| Pos. | Pilote                 | Équipe                  | Points |
| ---- | ---------------------- | ----------------------- | ------ |
| 1er= | Horst Felbermayr, Jr.  | Team Felbermayr Proton  | 15     |
| 1er= | Christian Ried         | Team Felbermayr Proton  | 15     |
| 2=   | Marco Cioci            | AF Corse                | 14     |
| 2=   | Stéphane Lémeret       | AF Corse                | 14     |
| 2=   | Piergiuseppe Perazzini | AF Corse                | 14     |
| 3=   | Phil Quaife            | Hankook Team Farnbacher | 9      |
| 3=   | Klaas Hummel           | AF Corse                | 9      |
| 3=   | Adam Christodoulou     | AF Corse                | 9      |
| 4=   | Raymond Narac          | IMSA Performance        | 9      |
| 4=   | Nicolas Armindo        | IMSA Performance        | 9      |

| Pos. | Équipe                  | Points |
| ---- | ----------------------- | ------ |
| 1er  | JMW Motorsport          | 15     |
| 2    | AF Corse                | 14     |
| 2    | Hankook Team Farnbacher | 11     |

| Pos. | Constructeurs | Points |
| ---- | ------------- | ------ |
| 1er  | Ferrari       | 29     |
| 2    | Porsche       | 15     |

| Pos. | Équipe                 | Points |
| ---- | ---------------------- | ------ |
| 1er  | Team Felbermayr Proton | 15     |
| 2    | AF Corse               | 14     |
| 3    | CRS Racing             | 9      |
| 4    | IMSA Performance       | 9      |

## Statistiques
Les 6 Heures du Castellet 2011 représentent :
- la première pole position du Rebellion Racing en Le Mans Series[20] ;
- la première course de l'écurie Quifel ASM Team dans la catégorie LMP1[53] ;
- La première course de l'Aston Martin AMR-One[7] ;
- la première victoire du nouveau moteur Nissan en catégorie LMP2[16],[51],[7] ;
- la première victoire pour Greaves Motorsport et ses pilotes Tom Kimber-Smith, Karim Ojjeh et Gary Chalandon en catégorie LMP2[51] ;
- la première victoire toutes compétitions confondues pour la Ferrari 458 Italia GT2[59],[7].